# Форт Лодердејл
Форт Лодердејл (енгл. Fort Lauderdale) град је у америчкој савезној држави Флорида. По попису становништва из 2020. у њему је живело 182.760 становника.

## Демографија
Према попису становништва из 2010. у граду је живело 165.521 становника, што је 13.124 (8,6%) становника више него 2000. године.
|                   | 2010.            | 2000.            |
| Укупно            | 165 521 (100,0%) | 152 397 (100,0%) |
| Белци             | 86 903 (52,50%)  | 87 577 (57,47%)  |
| Афроамериканци    | 51 240 (30,96%)  | 44 010 (28,88%)  |
| Хиспаноамериканци | 22 752 (13,75%)  | 14 406 (9,453%)  |
| Азијати           | 2 444 (1,477%)   | 1 565 (1,027%)   |
| Остали            | 2 182 (1,318%)   | 4 839 (3,175%)   |

## Партнерски градови
- Венеција
- Римини
- Матаро
- Дуизбург
- Хаифа
- Медељин
- Мар дел Плата
- Астрахан